# Umeå Arena

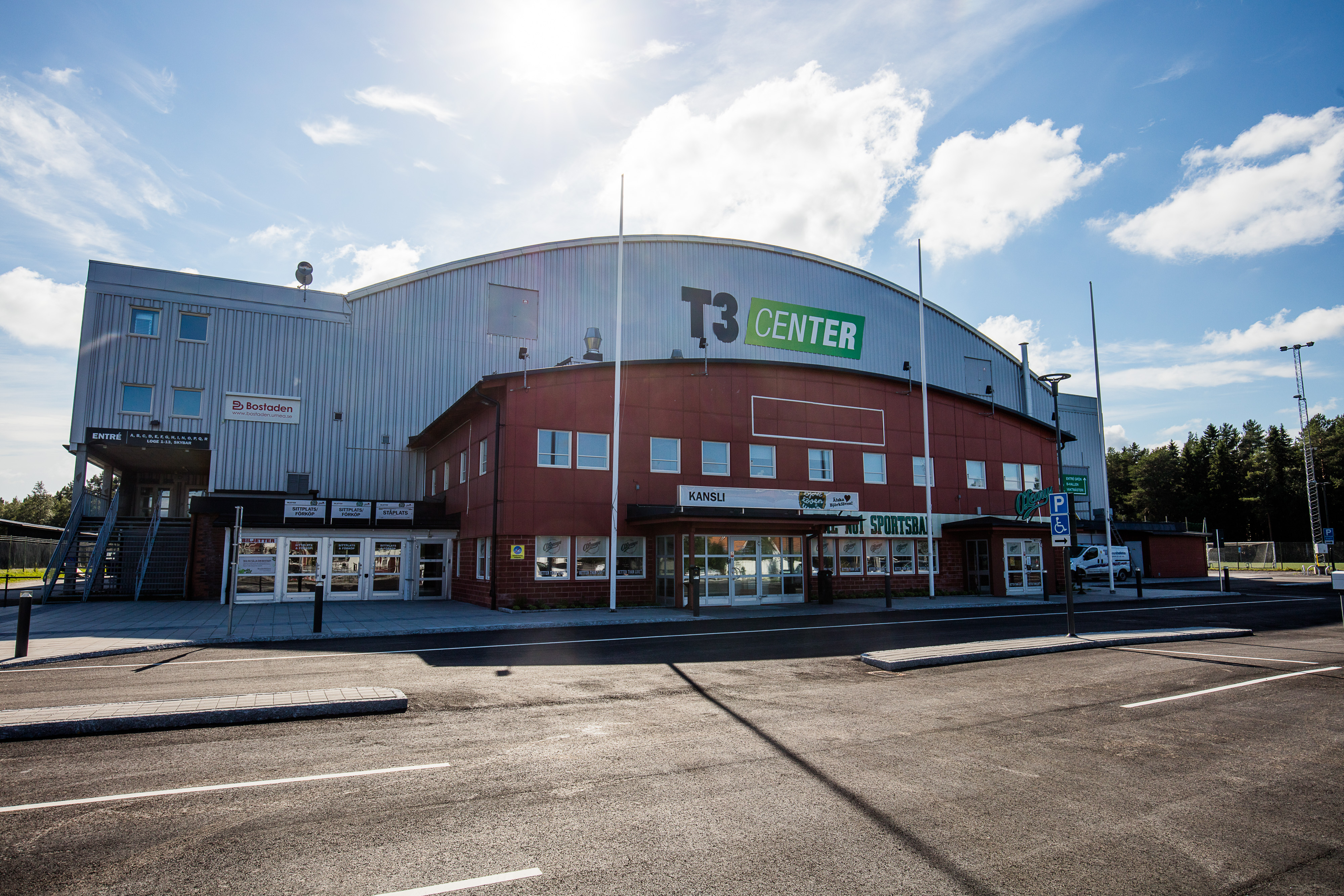
Arena de Uma

A Arena da cidade de Umeå, na Suécia, suporta 6 000 pessoas, e já foi conhecida como SkyCom. O local foi construído e batizado de Umeå Ishall em 1963, e reformado e rebatizado de SkyCom Arena em 2001, até que o nome foi mudado simplesmente para Umeå Arena em 2008. O local é a sede dos times de hóquei IF Björklöven e Tegs SK.